# Eutelia costibrunnea
Eutelia costibrunnea är en fjärilsart som beskrevs av W. Warren 1914. Eutelia costibrunnea ingår i släktet Eutelia och familjen nattflyn. Inga underarter finns listade i Catalogue of Life.